# Château de Calenzano
Le château de Calenzano (en italien : Castello di Calenzano), est un château de style médiéval situé à Calenzano (ville métropolitaine de Florence) en Toscane,.
C'est une ancienne structure fortifiée ainsi que le noyau primitif de Calenzano, situé sur la route qui, de Florence, mène à l'un des cols des Apennins vers l'Émilie-Romagne.

## Historique
Le village conserve encore aujourd'hui l'aspect caractéristique d'un village fortifié, avec un plan ovale, typique des villes de colline. Située sur une colline isolée, à l'endroit où la vallée du torrent Marina s'ouvre vers la plaine florentine, la fortification est visible depuis les quatre points cardinaux et surveillait autrefois les voies de communication qui menaient au Mugello. 

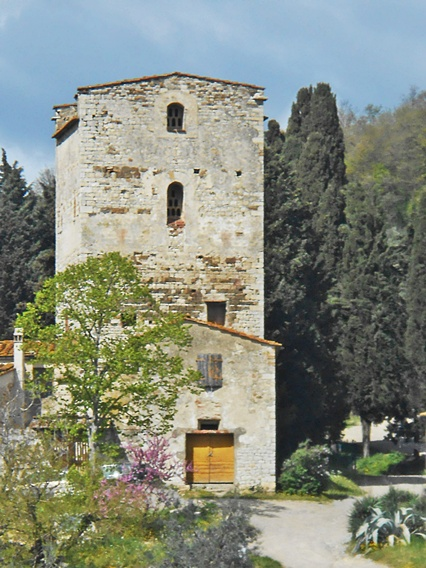
La Torre di Collina.

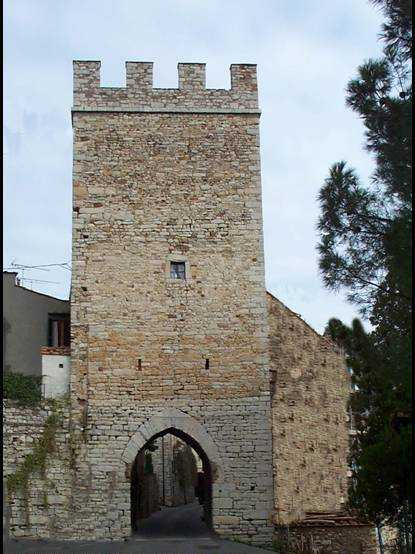
La Portaccia (porte sud du château).

Le premier incastellamento sur la colline de Calenzano fut probablement dû à la puissante famille Guidi. Le noyau originel du château acquit une importance stratégique considérable au XIIe siècle, situé à la frontière entre le diocèse de Florence et le diocèse de Pistoia et les domaines féodaux des Guidi, des comtes Alberti, qui contrôlaient le Val di Bisenzio (it), et les Ubaldini, seigneurs gibelins du Mugello. Les premières mentions de Calenzano comme château remontent au XIIIe siècle. On en retrouve des traces dans le Libro di Montaperti de 1260 et dans le Libro degli Estimi de 1269. Dans cette deuxième source notamment, les dégâts subis par les Guelfes de Florence après la défaite à la bataille de Montaperti par les Gibelins est décrite, laquelle a également causé d'énormes destructions au château de Calenzano.
De la famille Guidi, le château passa sous la juridiction de l'évêque de Florence et finalement au début du XIVe siècle il devint possession de la république de Florence. Il est intéressant de noter que trois autres châteaux étaient situés le long du Val di Marina : celui de Combiate dont il ne reste aucune trace, défendait l'accès à la plaine par le nord ; le château de Legri, autrefois propriété des comtes Guidi puis des familles Figiovanni et Cattani-Cavalcanti, restaurée ces dernières années dans un style néogothique et est aujourd'hui une résidence privée ; et le château de Travalle, également ancien fief des Guidi. La propriété de ces derniers, partagée entre les Tosinghi et les Lamberti, fut achetée par la municipalité de Florence en 1225. Elle passa ensuite aux anciennes familles Corbinelli et resta avec eux tout au long du XVIIe siècle. Depuis lors, le castellaccio di Travalle, comme on l'appelle, est l'une des fermes de la grande ferme-villa des Strozzi Alamanni, puis des Ganucci Cancellieri. Les châteaux étaient flanqués de nombreuses tours de guet contrôlant le territoire, comme la Torre di Collina et la Torraccia ou la tour de Baroncoli.

### Les années 1300: trois sièges en moins de quarante ans

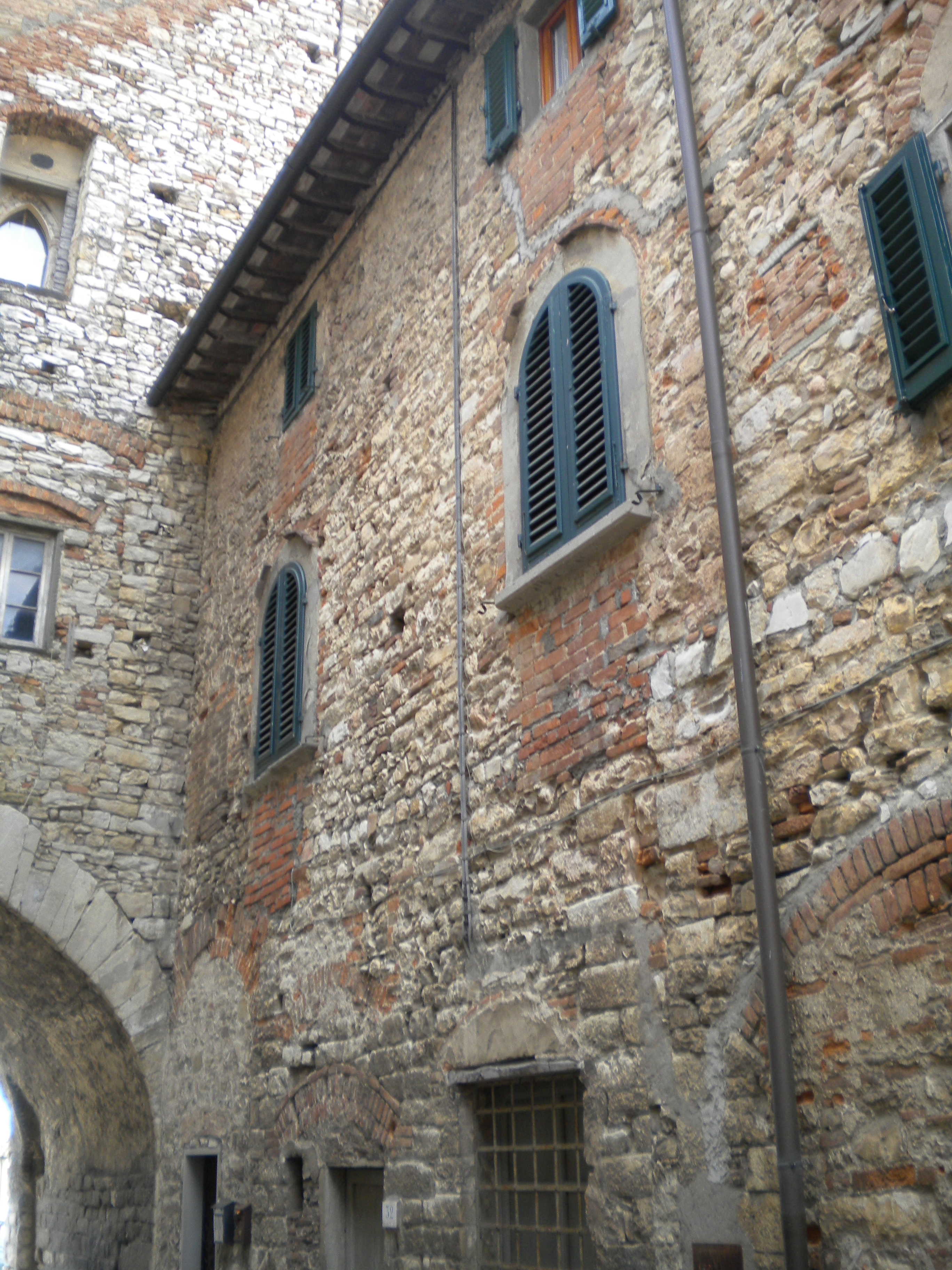
Le centre historique.

Le fait historique le plus important concernant le château s'est produit dans la nuit du 4 au 5 octobre 1325, lorsque les milices gibelines du chef lucquois Castruccio Castracani, vétérans de la bataille d'Altopascio, attaquèrent et incendièrent les fortifications sans rencontrer de résistance au cours de leur action sur Florence. Dans ce siècle de guerres continues qu'était le XIVe siècle, Calenzano a de nouveau subi de graves dévastations. En 1351, elle fut assiégée et endommagée par les troupes des Visconti de Milan dirigées par Giovanni di Oleggio. 
C'est alors que la république de Florence, consciente qu'elle ne pouvait abandonner une place forte qui était la véritable porte d'entrée de la plaine florentine par l'ouest, décida de prendre des mesures. Les structures défensives furent consolidées et agrandies, donnant aux murailles de la ville la forme qu’elles conserveront pendant des siècles. Ces travaux coûteux se révélèrent efficaces lorsqu'en 1363 les Pisans, flanqués des mercenaires anglais de John Hawkwood, pillèrent la campagne de Florence. Les murs du château ont résisté et ont également fourni un abri aux habitants de la ville voisine de Sesto. Cette même année, la municipalité de Florence décide de renforcer encore les ouvrages de défense et décrète une interdiction absolue aux habitants, sous peine d'une amende de 1000 livres de petits florins, de construire ou d'habiter des maisons ou des cabanes contre le château. murs ou dans un périmètre de 200 brasses autour d'eux.

### Du développement maximum au déclin

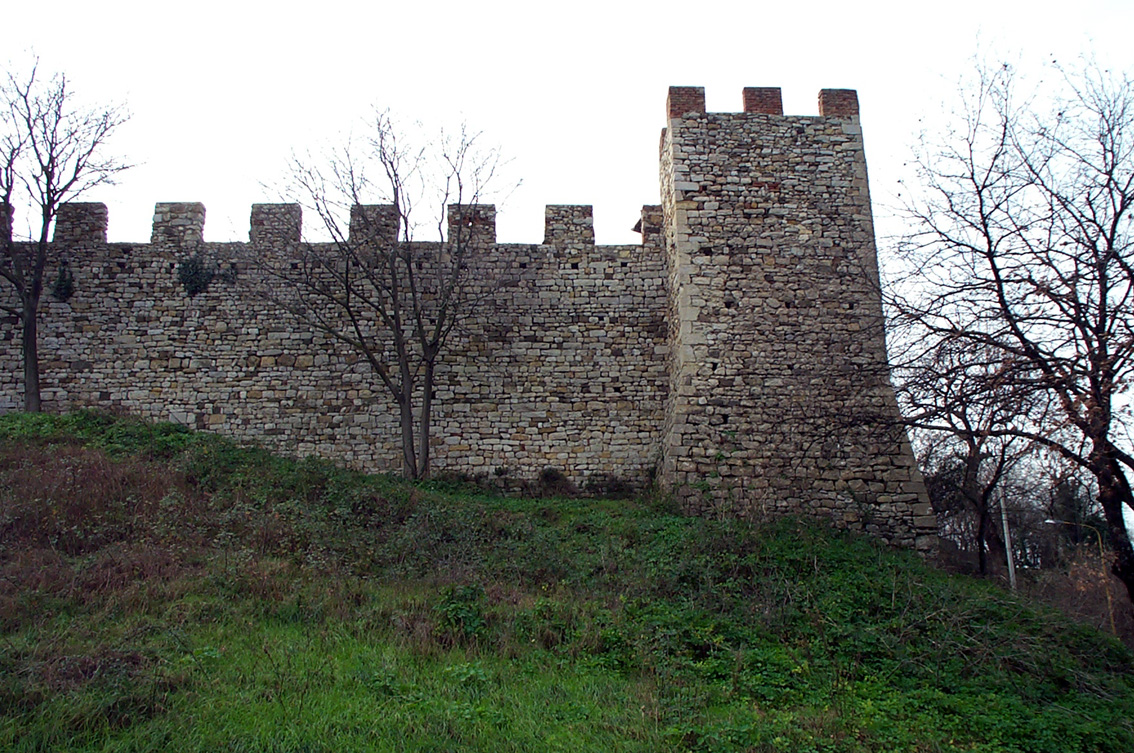
La muraille du nord

Entre les dernières décennies du XIIIe et le début du XVe siècle, le château de Calenzano atteint l'apogée de sa splendeur, tant au niveau économique que militaire. Mais comme cela arrive souvent, après le plus grand moment de gloire vient, quoique lentement, le déclin. Après que la république de Florence eut étendu et consolidé ses dominations en Toscane, le château de Calenzano perdit l'importance stratégique qu'il avait acquise au cours des siècles précédents et, d'avant-poste militaire, il se transforma progressivement en un centre résidentiel agricole.
En 1512, Calenzano ne fut heureusement pas touché par les troupes papales et les mercenaires espagnols qui effectuèrent le fameux sac de Prato, qui dévasta également Campi Bisenzio. Dans cette situation tragique qui fut le siège de Florence en 1529-1530, le château fut utilisé comme place forte militaire dans les campagnes sans toutefois subir de dommages : « il était considéré comme une forteresse et Agnolo Anselmi, citoyen florentin, en était le commissaire ».  Si l'importance militaire du village fortifié avait déjà diminué au siècle précédent, le château de Calenzano, après la proclamation du grand-duché de Toscane sous Cosme Ier de Toscane, perdit définitivement toute importance stratégique. Les tours étaient louées à des particuliers qui en faisaient des habitations, tandis que les terrains étaient utilisés à des fins agricoles.

### Une nouvelle vie

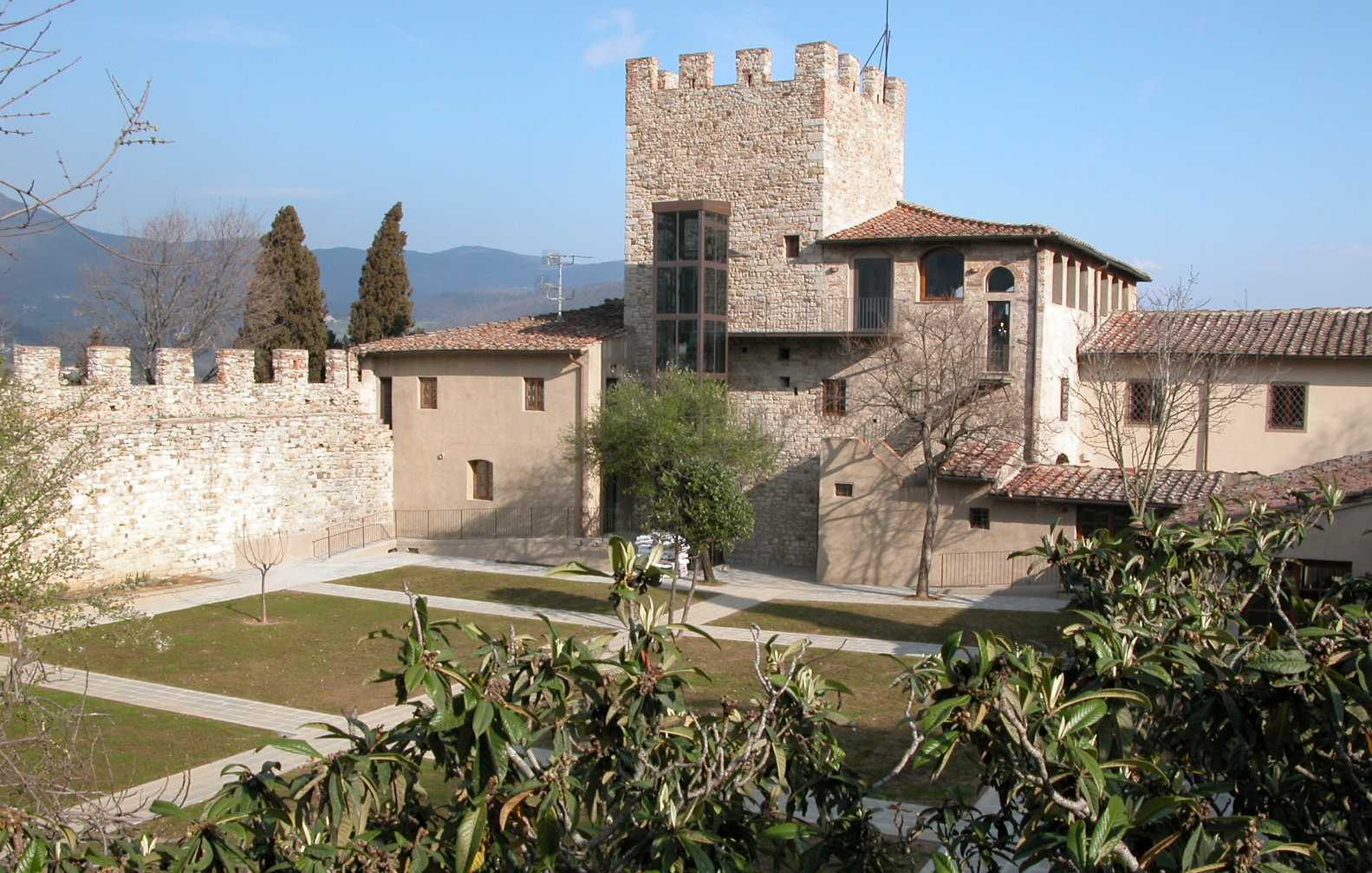
Le jardin intérieur.

L'Administration Municipale de Calenzano a acquis et rénové une partie du bâtiment utilisé jusqu'il y a quelques années comme ferme et construit autour de la porte d'accès du nord, appelée Porta al Serragli. Un jardin intérieur enfermé dans l'enceinte d'un bastion du XIVe siècle a également été récupéré. 
Aujourd'hui, le village médiéval est fréquenté par la population à l'occasion de fêtes de village, de reconstitutions, du traditionnel Carnaval Médiéval et du festival des arts de la rue Maraviglia. Dans la tour située au-dessus de la porte du Serraglio visitable, a été récupérée ce qu'on appelle « l'altana », une salle évocatrice utilisée pour les conférences et les cérémonies. 
Le Musée Municipal des Figurines Historiques se trouve dans ces salles. Il s'agit d'un musée très particulier, où la connaissance de l'histoire européenne et du territoire est promue à travers des soldats de plomb, des dioramas et des maquettes.